# 2S4 Tyulpan
2S4 Tyulpan (ruski: 2С4 «Тюльпан»; hrvatski: Tulipan) je sovjetski samohodni minobacački sustav. "2S4" označava klasificiranje prema GRAU dizajnu. Prvi puta je prikazan 1975. godine u Crvenoj armiji, a NATO oznaka za to vozilo je M-1975 (2S7 Pion je isto označen kao M-1975). Projektiran je na osnovi GMZ gusjeničnog minopolagača na koji je montiran M-240 240 mm minobacač. 
Posada se sastoji od četiri člana, ali treba još pet članova za upravljanjem minobacačem. Maksimalni domet minobacača je 9,65 km ali domet se može povećati s posebnim streljivom na 20 km. Zbog velikog kalibra cijevi minobacača i težine streljiva od 130 kg za standardni projektil, ima malu brzinu paljbe - jedan projektil po minuti. 2S4 može ispaljivati visokoeksplozivne bombe, penetrirajuće projektile, kemijske i nuklearne projektile. 